# Víli
Víli è uno degli Æsir, gli dèi della mitologia norrena, figlio di Bestla e Borr. Insieme ai fratelli Odino e Vé, Víli uccise il primo gigante, Ymir. È famoso per aver donato all'umanità le emozioni e l'intelligenza. Secondo Loki, come riportato nella Lokasenna, ebbe una relazione con la moglie del fratello Odino, Frigg.
Mentre secondo la Vǫluspá furono Hœnir e Lóðurr ad aiutare Odino nella creazione del primo uomo e della prima donna (Askr ed Embla), nel Gylfaginning vengono invece citati Víli e Vé. Poiché Snorri Sturluson conosceva bene l'Edda poetica, come si può evicere dalle molte citazioni nella sua Edda in prosa, ciò fa supporre che Hœnir possa essere un altro nome per Víli. Tale supposizione non è scontata, in quanto potrebbero esistere due versioni del mito, episodio assai frequente.